# Fachverband Elektronik-Design
Der Fachverband Elektronikdesign und -fertigung e. V. ist ein Interessenverband von Unternehmen, die sich mit der Entwicklung und Produktion von integrierter (Schaltungs-)Elektronik befassen. Er ist der originäre Interessenverband von Leiterplattenentwicklern, -Herstellern und Baugruppen-Produzenten und könnte somit als deutsche Entsprechung des internationalen Verbandes für Elektronikfertigung IPC (eng. Institute for Interconnecting and Packaging Electronic Circuits) angesehen werden, dessen autorisierter Vertriebspartner der FED zudem in Deutschland ist.
Der 1992 als Fachverband Elektronik-Design e.V. gegründete Verband zählte 2022 über 700 Mitglieder in Deutschland, Österreich, der Schweiz und anderen Ländern.
Der Verband fördert berufliche Aus- & Weiterbildung, ist ein Forum für Erfahrungsaustausch und will zur Wettbewerbsfähigkeit der Elektronikbranche beitragen.
Ziele und Aufgaben des Verbandes sind die Recherche, Aufbereitung und Verbreitung aktuellen Fach- und Expertenwissens sowie Kernkompetenzen für entsprechende Entwickler, Konstrukteure elektronischer Systeme per Entwurfsautomation (EDA), Leiterplattenhersteller und Baugruppenfertiger.

## Organisation
Der FED ist in 12 Regionalgruppen unterteilt, die in Deutschland, Österreich und der Schweiz aktiv sind. Die Regionalgruppen tauschen in regelmäßigen Abständen in Vorträgen, Workshops und Diskussionen Informationen aus.
Die alljährlich stattfindende zweitägige FED-Konferenz hat sich zu einem technisch-wissenschaftlichen Forum für Elektronik-Design, Leiterplatten- und Baugruppenproduktion etabliert. Es wird über den neuesten Stand der Forschung, der Entwicklung und der Produktionstechnik informiert und es können Kontakte zu Experten der Branche hergestellt werden.

## Normen und Schrifttum
Eine wichtige Aufgabe sieht der FED in der Interpretation und Verbreitung der vielfältigen internationalen Normen und Richtlinien. Zu diesem Zweck arbeitet der FED in nationalen und internationalen Gremien mit. Insbesondere zu dem amerikanischen Fachverband IPC, dessen weltweit führende Rolle bei der Erarbeitung Standards und Richtlinien für die Elektronikfertigung anerkannt ist, bestehen umfassende Kontakte und eine autorisierte Vertriebspartnerschaft. Des Weiteren stellt der FED führende IPC-Richtlinien in deutscher Übersetzung zur Verfügung.
Wichtige IPC-Richtlinien in deutscher Sprache sind u. a.:
- IPC-A-600K – Abnahmekriterien für Leiterplatten
- IPC-A-610H – Abnahmekriterien für Baugruppen
- J-STD-001D – Anforderungen an gelötete elektrische und elektronische Baugruppen

## Aus- und Weiterbildung
Der FED sieht in der Aus- und Weiterbildung eines seiner wesentlichen Ziele. Es werden unter anderem Kurse zum Leiterplatten-Design, zum Handlöten, zu Abnahmekriterien für Leiterplatten und Kabelbäumen, zur Reparatur von Leiterplatten oder zum ESD- und EMV-gerechten Design und handling angeboten.
Auf Basis der IPC-Richtlinien IPC-A-610, IPC-A-600 und IPC/WHMA-A-620 bietet der FED vom IPC zertifizierte Schulungen an, in denen sich Mitarbeiter von Elektronikunternehmen zum Certified IPC Specialist (CIS) oder Certified IPC Trainer (CIT) ausbilden lassen können.